# Marino II di Napoli
Marino II di Napoli (Napoli, ... – 992) fu duca di Napoli dal 968 al 977.
Marino II di Napoli è il figlio maggiore e successore del duca Giovanni III di Napoli e di sua moglie, la senatrice Teodora. Quando il stratega greco Eugenio, che ha appena catturato il principe Pandolfo Testadiferro, avanza nella principato di Benevento, Marino II di Napoli, tradizionalmente vassallo dei Bizantini, si affretta, per manifestare la sua sottomissione, a unirsi ai greci per devastare il paese, bruciare i villaggi e massacrare la popolazione.
Si proclama in un diploma del 975 eminentisimus consul et dux atque imperialis anthipatus patricius, titolo che probabilmente aveva ottenuto intorno al 970. Tuttavia, durante la discesa in Italia di Ottone II del Sacro Romano Impero, lo riceve con deferenza a Napoli il 4 novembre 981 con l'intento di imporsi sul suo rivale regionale, Mansone I di Amalfi. Si dice che abbia sposato una figlia anonima di Sergio I, prefetto di Amalfi, dalla quale ebbe come successore e figlio putativo, Sergio III di Napoli.
Il suo ducato fu caratterizzato dalle inimicizie con Ottone II e Pandolfo Testadiferro.